# Intel HEX
Das Intel HEX-Format ist ein Datenformat zur Speicherung und Übertragung von binären Daten. Es wird heute hauptsächlich verwendet, um Programmierdaten für Mikrocontroller bzw. Mikroprozessoren, EPROMs und ähnliche Bausteine zu speichern. Es kann aber auch zur Speicherung von Lademodulen verwendet werden. Das HEX-Format ist das älteste Datenformat seiner Art und seit den 1970er Jahren in Gebrauch. Spätere Erweiterungen unterstützen speziell die segmentierte Adressierung der Intel-80x86-Prozessoren.
Eine Intel-HEX-Datei liegt im ASCII-Format vor. Die Bytes der kodierten Binärdaten werden jeweils als Hexadezimalzahl aus zwei ASCII-Zeichen (0…9 und A…F) dargestellt. HEX-Dateien können mit einem Texteditor geöffnet und modifiziert werden. Die HEX-Datei ist in etwa doppelt so groß wie die enthaltenen Binärdaten, da die Darstellung eines Bytes mit zwei Bytes in hexadezimaler Schreibweise erfolgt. Die Datensätze sind mit einer Prüfsumme versehen, so dass Übertragungsfehler erkannt werden können.

## Geschichte
Das Intel-Hex Format (Ursprünglich Intellec-Hex) wurde von Intel 1973 für die Intellec Entwicklungssysteme (MDS) entworfen um Programme von Lochstreifen zu laden und starten. Außerdem sollte es die Übermittlung der Daten zur ROM-Produktion vereinfachen. Gleichzeitig wurde es zur Programmierung von (E)PROM mittels lochstreifen- oder lochkartengesteuerter EPROM-Programmiergeräte verwendet. Ab der Einführung von Diskettenlaufwerken mit dem MCS Serie II unter ISIS II (1975) wurden auch Dateien in diesem Format erstellt. Als Dateiendung dient seitdem HEX.

## Format
Das hier beschriebene Format entspricht der Hexadecimal Object File Format Specification von Intel.

### Aufbau eines Datensatzes
Jede Zeile repräsentiert einen Datensatz. Die Zeichen-Codierung ist (7 Bit) ASCII. Jeder Datensatz wird durch einen Doppelpunkt (":") eingeleitet, besteht aus einer geraden Anzahl von Zeichen und wird durch ein Zeilenende abgeschlossen. Der Aufbau des Zeilenendes ist nicht definiert und medienabhängig. Intel-Tools für Streaming-Medien erzeugen immer ein CR/LF (0D0AHEX).
Jeweils zwei Zeichen repräsentieren ein Datenbyte. Die Notation erfolgt hexadezimal, big-endian mit den Zeichen 0..9 und A..F, d. h., dass das höherwertige Halbbyte zuerst steht. Gleichfalls erfolgen alle Angaben in den Adressfeldern big-endian. Kleinbuchstaben (a..f) sind in der Definition nicht erwähnt, werden jedoch von den meisten Implementierungen unterstützt.
| Intel-Bezeichnung | Inhalt      | Verwendung                                      |
| ----------------- | ----------- | ----------------------------------------------- |
| RECORD MARK       | Satzbeginn  | ":" (Doppelpunkt, ASCII-Kodierung 3AHEX)        |
| RECLEN            | Datenlänge  | Länge der Nutzdaten als zwei Hexadezimalziffern |
| LOAD OFFSET       | Ladeadresse | 16-Bit-Adresse (Big-Endian)                     |
| RECTYP            | Satztyp     | Datensatztyp (00..05)                           |
| INFO or DATA      | Daten       | Nutzdaten (RECLEN x 2 Zeichen)                  |
| CHKSUM            | Prüfsumme   | Prüfsumme über den Datensatz (ohne Satzbeginn)  |

### Datensatztypen

#### Übersicht
Es gibt sechs Datensatztypen (record types):
| Typ | Bezeichnung                     | Verwendung                                                                             |
| --- | ------------------------------- | -------------------------------------------------------------------------------------- |
| 00  | Data Record                     | Nutzdaten                                                                              |
| 01  | End of File Record              | Dateiende (sowie Startadresse bei 8-Bit-Daten)                                         |
| 02  | Extended Segment Address Record | Erweiterte Segmentadresse für nachfolgende Nutzdaten                                   |
| 03  | Start Segment Address Record    | Startsegmentadresse (CS:IP Register)                                                   |
| 04  | Extended Linear Address Record  | Erweiterte lineare Adresse, höherwertige 16 Bit der Adresse für nachfolgende Nutzdaten |
| 05  | Start Linear Address Record     | Lineare Startadresse (EIP-Register)                                                    |

Die Datensätze können in beliebiger Reihenfolge vorkommen, ein Endesatz (Typ 01) beendet die Verarbeitung.

#### Data Record (Typ00)
Der Datensatz enthält die 16-Bit-Ladeadresse und die Nutzdaten.
|        | Startcode | Anzahl der Bytes | Adresse   | Typ       | Datenfeld  | Prüfsumme |
| Länge  | 1 Zeichen | 2 Ziffern        | 4 Ziffern | 2 Ziffern | 2n Ziffern | 2 Ziffern |
| Inhalt | :         | n                | Adresse   | 00        | Daten      | Prüfsumme |

n: Anzahl der Bytes im Datenfeld

Adresse: 16-Bit-Adresse für die Speicherung des Datensatzes

Daten: Datenfeld, n Bytes

#### End of File Record (Typ01)
Der Datensatz markiert das Dateiende. In der ursprünglichen (8 Bit) Definition wird, für ladbare Formate, im Adressfeld die Startadresse des Programms (PC) angegeben. In den 16/32-Bit-Formaten muss diese 0000 sein.
|        | Startcode | Anzahl der Bytes | Adresse   | Typ       | Prüfsumme |
| Länge  | 1 Zeichen | 2 Ziffern        | 4 Ziffern | 2 Ziffern | 2 Ziffern |
| Inhalt | :         | 00               | 0000      | 01        | FF        |

#### Extended Segment Address Record (Typ02)
Das Datenfeld des Extended Segment Address Record (erweiterte Segmentadresse) enthält Bit 4–19 des Adresssegmentes der nachfolgenden Data Records (Zählung beginnend mit 0) in Fällen, in denen der Umfang eines 16-Bit-Adressraums (also 64 kByte) nicht ausreicht. Die im Datenfeld enthaltene Adresse wird dabei um 4 Bit nach links verschoben (entsprechend einer Multiplikation mit {\displaystyle 2^{4}} = 16) und bei den folgenden Data Records (Typ 00) zu den dort enthaltenen 16-Bit-Adressen addiert. Der Extended Segment Address Record bleibt bis zur Änderung durch einen anderen Extended Segment Address Record wirksam. Das Adressfeld des Datensatzes vom Typ 02 ist immer 0000, die Länge ist 02.
|        | Startcode | Anzahl der Bytes | Adresse   | Typ       | Datenfeld | Prüfsumme |
| Länge  | 1 Zeichen | 2 Ziffern        | 4 Ziffern | 2 Ziffern | 4 Ziffern | 2 Ziffern |
| Inhalt | :         | 02               | 0000      | 02        | Segment   | Prüfsumme |

#### Start Segment Address Record (Typ03)
Der Datensatz spezifiziert bei Lademodulen die Startadresse. Für x86-Prozessoren ist dies der CS:IP Inhalt. Der Datensatz kann an beliebiger Position auftauchen. Die Startadresse wird berechnet als Segment * 16 + Offset. Das Adressfeld ist immer 0000, die Länge ist 04.
|        | Startcode | Anzahl der Bytes | Adresse   | Typ       | Datenfeld | Datenfeld | Prüfsumme |
| Länge  | 1 Zeichen | 2 Ziffern        | 4 Ziffern | 2 Ziffern | 4 Ziffern | 4 Ziffern | 2 Ziffern |
| Inhalt | :         | 04               | 0000      | 03        | Segment   | Offset    | Prüfsumme |

#### Extended Linear Address Record (Typ04)
Das Datenfeld des Extended Linear Address Record (erweiterte lineare Adresse, auch 32-bit Adressdatensatz oder HEX386 Record) dient der Unterstützung eines 32-Bit-Adressraumes mit einer 4-GB-Grenze und enthält mit Bit 16–31 die höherwertigen 16 Bit (ULBA, Upper Linear Base Address, Zählung beginnend mit 0) einer 32-Bit-Adresse (LBA, Linear Base Address). Der Adressdatensatz gilt für alle nachfolgenden Typ-00-Datensätze, bis er durch einen anderen erweiterten Adressdatensatz ersetzt wird. Die absolute Speicheradresse eines Typ-00-Datensatzes ergibt sich, indem dem Adressfeld dieses Datensatzes die Adressdaten aus dem erweiterten Adressdatensatz vorangestellt werden. Wenn einem Typ-00-Datensatz innerhalb eines 32-Bit-Adressraumes kein Typ-04-Adressdatensatz vorangestellt ist, werden die oberen 16 Adressbits standardmäßig auf 0000 gesetzt.
Das Adressfeld des erweiterten Adressdatensatzes selber wird (bei einer Länge von 02) stets als 0000 gesetzt:
|        | Startcode | Anzahl der Bytes | Adresse   | Typ       | Datenfeld                 | Prüfsumme |
| Länge  | 1 Zeichen | 2 Ziffern        | 4 Ziffern | 2 Ziffern | 4 Ziffern                 | 2 Ziffern |
| Inhalt | :         | 02               | 0000      | 04        | ULBA, Adresse (high word) | Prüfsumme |

#### Start Linear Address Record (Typ05)
Der Datensatz spezifiziert bei Lademodulen die Startadresse. Bei x86-Prozessoren ist dies der Inhalt des EIP-Registers. Das Adressfeld ist immer 0000, die Länge ist 04.
|        | Start code | Anzahl der Bytes | Adresse   | Typ       | Datenfeld | Prüfsumme |
| Länge  | 1 Zeichen  | 2 Ziffern        | 4 Ziffern | 2 Ziffern | 8 Ziffern | 2 Ziffern |
| Inhalt | :          | 04               | 0000      | 05        | EIP       | Prüfsumme |

### Berechnung der Prüfsumme
Die Prüfsumme wird aus dem gesamten Datensatz ausschließlich des Startcodes und der Prüfsumme selbst berechnet. Der Datensatz wird byteweise summiert, von der Summe wird das niederwertige Byte genommen und davon wiederum das Zweierkomplement gebildet.
Das Zweierkomplement wird gebildet, indem man die Bits des niederwertigen Bytes invertiert und dann 1 addiert. Dies kann man z. B. durch die Exklusiv-Oder-Verknüpfung mit FFHEX und Addition von 01HEX erreichen. So bleibt 00HEX unverändert, aus 01HEX wird FFHEX usw.
Das Zweierkomplement drückt im Binärsystem eine negative Zahl aus. Da die Prüfsumme damit die negative Summe der restlichen Bytes darstellt, gestaltet sich die Überprüfung eines Datensatzes auf Fehler sehr einfach. Man summiert einfach die einzelnen Bytes eines Datensatzes inklusive der Prüfsumme und erhält als niederwertiges Byte 00HEX, falls der Datensatz korrekt ist.

### Varianten

#### Intel
Im Laufe der Prozessorentwicklung von Intel 4004 bis heute wurden verschiedene Varianten definiert:
| Variante | Einsatz                   | Erlaubte Satztypen |
| -------- | ------------------------- | --- |
| I08HEX   | 4/8-Bit-CPU (4004..8085)  | 00 (Data), 01 (End of File) |
| I16HEX   | 16-Bit-CPU (8086/186/286) | 00 (Data), 01 (End of File), 02 (Extended Segment Address), 03 (Start Segment Address)                                                          |
| I32HEX   | 32-Bit-CPU (ab 80386)     | 00 (Data), 01 (End of File), 02 (Extended Segment Address), 03 (Start Segment Address), 04 (Extended Linear Address), 05 (Start Linear Address) |

#### Andere Hersteller
Das HEX-Format wurde als Quasi-Standard vielfältig verwendet. Dabei wurde die Byteorder im Datenfeld teilweise geändert, d. h. die Reihenfolge stimmt nicht mit der Adresslage überein.
Außerdem haben Hersteller (z. B. Texas Instruments) die Adressierung geändert. Dort entspricht die Adresse nicht einem Byte, sondern der Breite eines Registers des Prozessors.

## Beispiel
```
:
02
0000
02
1000
EC

:
10
0100
00
214601360121470136007EFE09D21901
40

:
10
0110
00
2146017EB7C20001FF5F160021480119
88

:
10
0120
00
194E79234623965778239EDA3F01B2CA
A7

:
10
0130
00
3F0156702B5E712B722B732146013421
C7

:
00
0000
01
FF
```

Die Prüfsumme für den zweiten Beispiel-Datensatz berechnet sich wie folgt:
 {\displaystyle {10+}}
{\displaystyle {01+00+}}
{\displaystyle {00+}}
{\displaystyle {21+46+01+36+01+21+47+01+36+00+7E+FE+09+D2+19+01}}
{\displaystyle \ {=}\ 3C0\rightarrow C0\rightarrow \neg C0+1\ {=}\ 40}.

## Verwandte Dateiformate
Sehr ähnlich ist das Motorola-S-Format (auch kurz S-Record, SREC oder S19). Außerdem existieren für diesen Anwendungsbereich auch weitere Formate, wie der einfache Binärcode oder das Jedec-Format.